# Premier del Saskatchewan
Il Premier del Saskatchewan è il capo del governo della provincia canadese del Saskatchewan.

## Elenco
| Nr. | Immagine | Nome (nascita–morte)                     | Mandato                             | Partito | Partito                                            | Ref.        |
| --- | -------- | ---------------------------------------- | ----------------------------------- | ------- | -------------------------------------------------- | ----------- |
| 1   |          | Thomas Walter Scott (1867–1938)          | 5 settembre 1905 – 20 ottobre 1916  |         | Partito Liberale del Saskatchewan                  | [ 1 ] [ 2 ] |
| 2   |          | William Melville Martin (1876–1970)      | 20 ottobre 1916 – 5 aprile 1922     |         | Partito Liberale del Saskatchewan                  | [ 1 ] [ 2 ] |
| 3   |          | Charles Avery Dunning (1885–1958)        | 5 aprile 1922 – 26 febbraio 1926    |         | Partito Liberale del Saskatchewan                  | [ 1 ] [ 2 ] |
| 4   |          | James Garfield Gardiner (1883–1962)      | 26 febbraio 1926 – 9 settembre 1929 |         | Partito Liberale del Saskatchewan                  | [ 1 ] [ 2 ] |
| 5   |          | James Thomas Milton Anderson (1878–1946) | 9 settembre 1929 – 19 luglio 1934   |         | Partito Conservatore del Saskatchewan              | [ 1 ] [ 2 ] |
| (4) |          | James Garfield Gardiner (1883–1962)      | 19 luglio 1934 – 1º novembre 1935   |         | Partito Liberale del Saskatchewan                  | [ 1 ] [ 2 ] |
| 6   |          | William John Patterson (1886–1976)       | 1º novembre 1935 – 10 luglio 1944   |         | Partito Liberale del Saskatchewan                  | [ 1 ] [ 2 ] |
| 7   |          | Tommy Douglas (1904–1986)                | 10 luglio 1944 – 7 novembre 1961    |         | Federazione Cooperativa del Commonwealth           | [ 1 ] [ 2 ] |
| 8   |          | Woodrow Lloyd (1913–1972)                | 7 novembre 1961 – 22 maggio 1964    |         | Federazione Cooperativa del Commonwealth           | [ 1 ]       |
| 9   |          | Ross Thatcher (1917–1971)                | 22 maggio 1964 – 30 giugno 1971     |         | Partito Liberale del Saskatchewan                  | [ 1 ]       |
| 10  |          | Allan Blakeney (1925–2011)               | 30 giugno 1971 – 8 maggio 1982      |         | Nuovo Partito Democratico del Saskatchewan         | [ 1 ] [ 2 ] |
| 11  |          | Grant Devine (1944–)                     | 8 maggio 1992 – 1º novembre 1991    |         | Partito Conservatore Progressista del Saskatchewan | [ 2 ]       |
| 12  |          | Roy Romanow (1939–)                      | 1º novembre 1991 – 8 febbraio 2001  |         | Nuovo Partito Democratico del Saskatchewan         | [ 2 ]       |
| 13  |          | Lorne Calvert (1952–)                    | 8 febbraio 2001 – 21 novembre 2007  |         | Nuovo Partito Democratico del Saskatchewan         | [ 1 ] [ 2 ] |
| 14  |          | Brad Wall (1965–)                        | 21 novembre 2007–2 febbraio 2018    |         | Partito del Saskatchewan                           | [ 1 ] [ 2 ] |
| 15  |          | Scott Moe (1973–)                        | 2 febbraio 2018 – in carica         |         | Partito del Saskatchewan                           | [ 1 ] [ 2 ] |